# Frederico Machado
Frederico de Meneses Avelino Machado GOIP (Horta, 24 de maio de 1918 — Cascais, Cascais, 15 de novembro de 2000), mais conhecido por Frederico Machado, foi um professor universitário e engenheiro, catedrático jubilado da Universidade de Aveiro, que se distinguiu na investigação vulcanológica dos Açores e da tectónica da Zona de Fractura Açores-Gibraltar.

## Biografia
Nasceu na cidade da Horta, Açores, em 24 de Maio de 1918, matriculou-se no Liceu Dr. Manuel de Arriaga em 1929 e, em apenas quatro anos, completou o 5.º ano. Conjuntamente com António da Cunha Correia Jr. e Francisco S. Amaral, Frederico Machado foi um dos directores do jornal Mocidade Académica, surgido a 17 de Outubro de 1931, e integrou, em 1932, a Direcção Académica da Horta, tendo recebido, no início do ano lectivo de 1933/1934, das mãos do reitor Simão de Roches, o "Prémio Dr. Manuel de Arriaga" que distinguia o melhor aluno do Liceu.
Prosseguiu estudos superiores no Instituto Superior Técnico da Universidade Técnica de Lisboa, concluindo a Licenciatura em Engenharia Civil em 1941.
Começou a sua açtividade profissional nos Açores, sendo, sucessivamente, técnico na Câmara Municipal da Horta, na Junta Autónoma de Portos de Angra e na Direcção de Obras Públicas do Distrito da Horta.
Leccionou Matemática no Liceu Dr. Manuel de Arriaga em 1945/46, tendo igualmente colaborado durante 13 anos (1946/59) com o Serviço Meteorológico dos Açores, revelando-se progressivamente um conceituado investigador nos campos da sismologia e vulcanologia. Sobre estes temas publicou os primeiros trabalhos científicos em revistas da especialidade, sendo notável a sua actividade durante a erupção do Vulcão dos Capelinhos que lhe valeu a merecida fama de “cientista do povo”. Ficaram então célebres, até pelas vidas que terão sido poupadas, os estudos e as previsões a que foi chegando e que o levaram a aconselhar o então ex-Governador do Distrito da Horta, Freitas Pimentel, na noite de 12 para 13 de Maio de 1958, para que mandasse evacuar de suas casas os habitantes das zonas mais em risco das freguesias do Capelo e Praia do Norte, antes que os edifícios ruíssem totalmente, como de facto viria a acontecer. As esclarecidas deduções a que chegara Frederico Machado, então Director de Obras Públicas da Horta, revelaram o cientista e levaram-no - após 22 anos de permanência como engenheiro de serviços de Obras Públicas - a seguir para Lisboa, onde em 1963 se tornou o primeiro doutorado em Engenharia Civil pelo Instituto Superior Técnico. 
Entre 1963 a 1966, exerceu a sua actividade no actual Centro de Geologia do Instituto de Investigação Científica Tropical (antiga Junta de Investigações do Ultramar). Neste ano, iniciou também a sua actividade docente universitária ministrando dois cursos livres sobre Vulcanologia e Sismologia na Faculdade de Ciências de Lisboa. Entre 1966 a 1968, foi “Senior Research Worker" [isto é, Investigador Sénior] no Departamento de Geologia e Mineralogia da Universidade de Oxford.
Regressado a Lisboa e à Junta de Investigações do Ultramar, tornou-se membro do Agrupamento de Geofísica da Universidade de Lisboa. Chegou, entretanto, o ano de 1976 que marcou o arranque da Universidade dos Açores, instituição que Frederico Machado muito ajudou a construir. A ela se entregou entusiasticamente, e o Departamento de Oceanografia e Pescas (sigla DOP), do pólo universitário da Horta - como salientou Martins Goulart no 28.º aniversário da Universidade dos Açores e na abertura solene do ano académico de 2003/2004: "Quase tudo deve à qualidade da semente lançada pelo Prof. Frederico Machado, à visão institucional que projectou e à força de carácter de um categorizado e fiel servidor do interesse público".
Em 1982, regressou ao Continente e passou a integrar, como Professor Catedrático, o Departamento de Geociências da Universidade de Aveiro. Aí, a par da sua intensa actividade de investigação, leccionou Introdução à Matemática Superior, Física Matemática, Topografia e Geodesia, Sismologia, Vulcanologia e Geofísica. 
Em 1988, por ter atingido o limite de idade, passou a Catedrático Jubilado da Universidade de Aveiro. Nos últimos anos da sua actividade profissional desenvolveu investigação na Faculdade de Ciências de Lisboa. Participou em inúmeras reuniões científicas, congressos e simpósios, fez imensas visitas de estudo a locais de interesse vulcanológico em várias zonas do mundo e publicou 135 títulos datados de 1945 a 2004; sendo que cerca de 35% deles tratam de questões relacionadas com vulcões e cerca de 16% com sismos.
A 21 de Agosto de 1990 foi agraciado com o grau de Grande-Oficial da Ordem da Instrução Pública.
Na comemoração do 28.º aniversário da Universidade dos Açores, esta instituição, com a Câmara Municipal da Horta e a Associação dos Antigos Alunos do Liceu da Horta, evocou, em sessão solene no Teatro Faialense, a vida e a obra do "cidadão de mérito e cientista superior" que foi Frederico Machado. Já homenageado com a Medalha de Ouro da Cidade da Horta (1969) e com o Diploma de Honra de Reconhecimento (1995), a Câmara conferiu-lhe mais uma distinção. A partir de 2003, integrou-o na toponímia da cidade da Horta, dando o seu nome à rua defronte antigo Hospital Walter Bensaúde, onde está instalada a sede do Departamento de Oceanografia e Pescas (DOP) da Universidade dos Açores.